# Sains-en-Gohelle
Sains-en-Gohelle är en kommun i departementet Pas-de-Calais i regionen Hauts-de-France i norra Frankrike. Kommunen ligger i kantonen Sains-en-Gohelle som tillhör arrondissementet Lens. År 2022 hade Sains-en-Gohelle 5 972 invånare.

## Befolkningsutveckling
Antalet invånare i kommunen Sains-en-Gohelle
| Referens: INSEE |